# Людські втрати у Першій російсько-чеченській війні
Перша російсько-чеченська війна супроводжувалася великими людськими жертвами серед російських збройних сил, збройних сил Чеченської Республіки Ічкерії та мирних жителів. Початком війни, як правило, вважається неспровокована агресія російських військ та введення їх на територію Чеченської Республіки Ічкерія (11 грудня 1994 року), а завершенням — підписання Хасав'юртівських угод (31 серпня 1996 року). Найбільш кровопролитним був перший період війни, з грудня 1994 по червень 1995 року, при чому основна частина жертв припадає на штурм Грозного (січень-лютий 1995). Після червня 1995 року бойові дії мали спорадичний характер. Вони активізувалися навесні-літом 1996 року і досягли кульмінації під час контрнаступу чеченських збройних сил на Грозний, Аргун і Гудермес у серпні.

## Втрати російських збройних сил

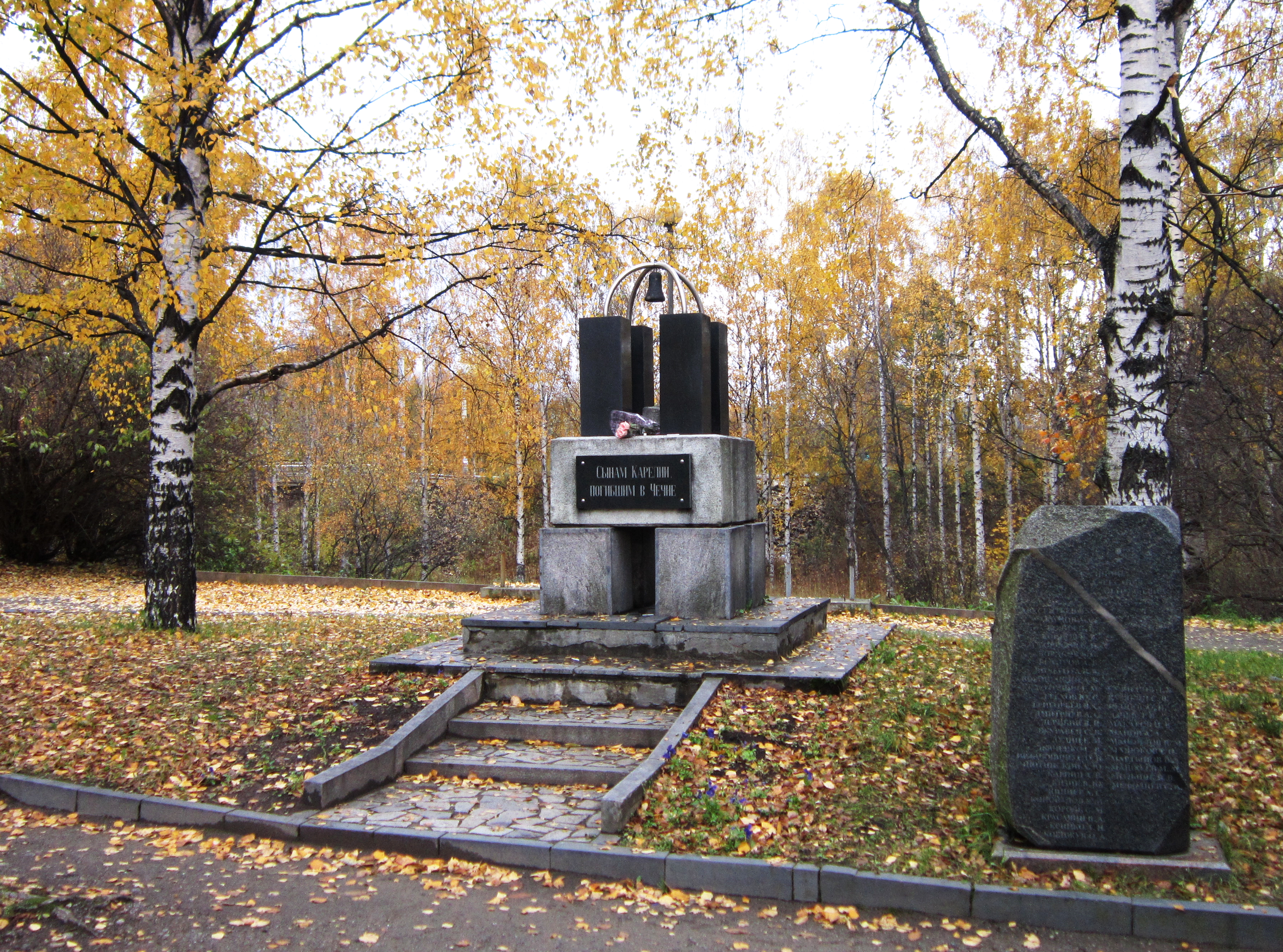
Перший у Росії пам'ятник жертвам війни у Чечні, встановлений у 1997 році, скульптор Ченк Мінаєвич Шуквані. Пам'ятник «Синам Карелії, які загинули в Чечні», Петрозаводськ.

Безпосередньо після завершення війни в штабі Об'єднаного угруповання російських федеральних сил наводилася наступна статистика (13 жовтня 1996):
- загиблих — 4103
- полонених/зниклих безвісти/дезертирів — 1231

- поранених — 19 794

Таким чином, безповоротні втрати на той момент оцінювалися у 5334 особи.
Уточнені дані наведені в книзі «Росія та СРСР у війнах XX століття: Статистичне дослідження», що вийшла в 2001 :
- загиблих — 5042
- зниклих безвісти — 690
- поранених, контужених, травмованих — 17 892

У цілому нині безповоротні втрати російських збройних сил становлять 5732 людини, зокрема 3860 військовослужбовців Збройних Сил Росії  і 1872 особи від МВС Росії та інших відомств. При цьому дуже низький відсоток небойових втрат: за всю війну загинув у різних пригодах і помер від хвороб всього 191 людина, тобто близько 4 % від загальної кількості загиблих (у сучасних військових конфліктах небойові втрати зазвичай становлять 10-20 % від загальних).
За даними Союзу комітетів солдатських матерів, у 1994-1996 роках у Чечні загинуло щонайменше 14 000 російських військовослужбовців .
За оцінками джерел чеченських збройних сил, втрати російських збройних сил у Першій російсько-чеченській війні склали до 80 000 людей убитими.

## Втрати чеченських збройних сил

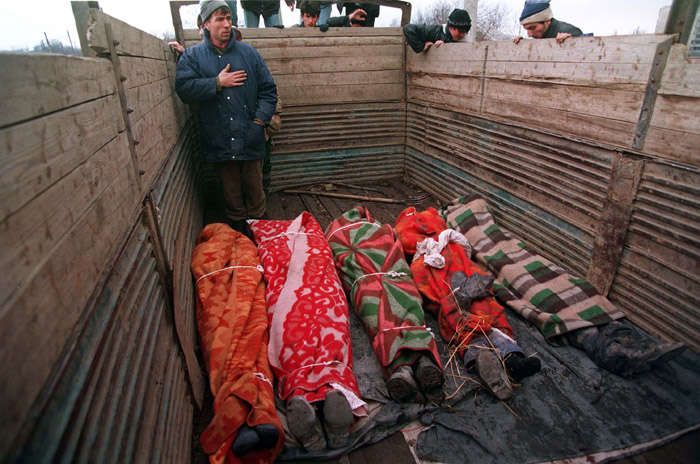
Чеченці поруч із тілами загиблих, загорнутими в ковдри (битва за Грозний, січень 1995).

За даними російських збройних сил сил, на 15 серпня 1996 року під час бойових дій у Чечні безповоротні втрати чеченських збройних сил  (тобто можливо, що не лише вбитими, а й полоненими) становили 17 391 особу.
Джерела чеченців повідомляють, що втрати їх  збройних сил у ході війни досягають 3800 людей загиблими. У той же час Аслан Масхадов в 2000 згадав про 2870 загиблих чеченських військових у Першій чеченській війні
Автори книги «Росія та СРСР у війнах XX століття: Статистичне дослідження» вважали за краще використовувати дані Центру етнополітичних та регіональних досліджень (В. Мукомель) та SIPRI, на основі яких вивели 2500—2700 загиблих чеченських військових.

## Втрати мирного населення

### Оцінка чеченців
У 2000 році Президент Чеченської Республіки Ічкерія Аслан Масхадов заявив про 120 тис. загиблих чеченців .

### Оцінка росіян
У січні 1996 року заступник секретаря Ради безпеки РФ Володимир Рубанов в інтерв'ю інформаційному агентству "Інтерфакс" заявив, що жодної офіційної статистики жертв серед мирних жителів Чечні не існує, є лише оцінка правозахисників — 25-30 тис. загиблих. У 1997 році, напередодні підписання російсько-чеченського договору, начальник Відділу демографічної статистики Держкомстату РФ Борис Бруй звернувся до Міжнародного Комітету Червоного Хреста за оцінками втрат цивільного населення Чечні (що підтверджує відсутність офіційної статистики з цього питання). МКЧХ перенаправив його до правозахисного центру " Меморіал". Таким чином, оприлюднені згодом дані Держкомстату про 30-40 тис. загиблих мирних жителів у Першій чеченській війні ґрунтуються на інформації російських правозахисників.
Водночас деякі відомства, зважаючи на все, мали власні оцінки числа загиблих. Наприкінці 1995 року у статті І. Ротаря «Чечня: давня смута» (Известия — № 204. — 27 листопада 1995. — С. 4) з посиланням на МВС РФ наводилася інформація, що за рік бойових дій загинуло близько 26 тис. осіб, із них 2 тис. російських військовослужбовців та 10—15 тис. бойовиків, решта — мирні жителі (тобто від 9 до 14 тис.)